# Simulium sirbanum
Simulium sirbanum är en tvåvingeart som beskrevs av Vajime och Dunbar 1975. Simulium sirbanum ingår i släktet Simulium och familjen knott. Inga underarter finns listade i Catalogue of Life.